# Anabaptistes à Montbéliard

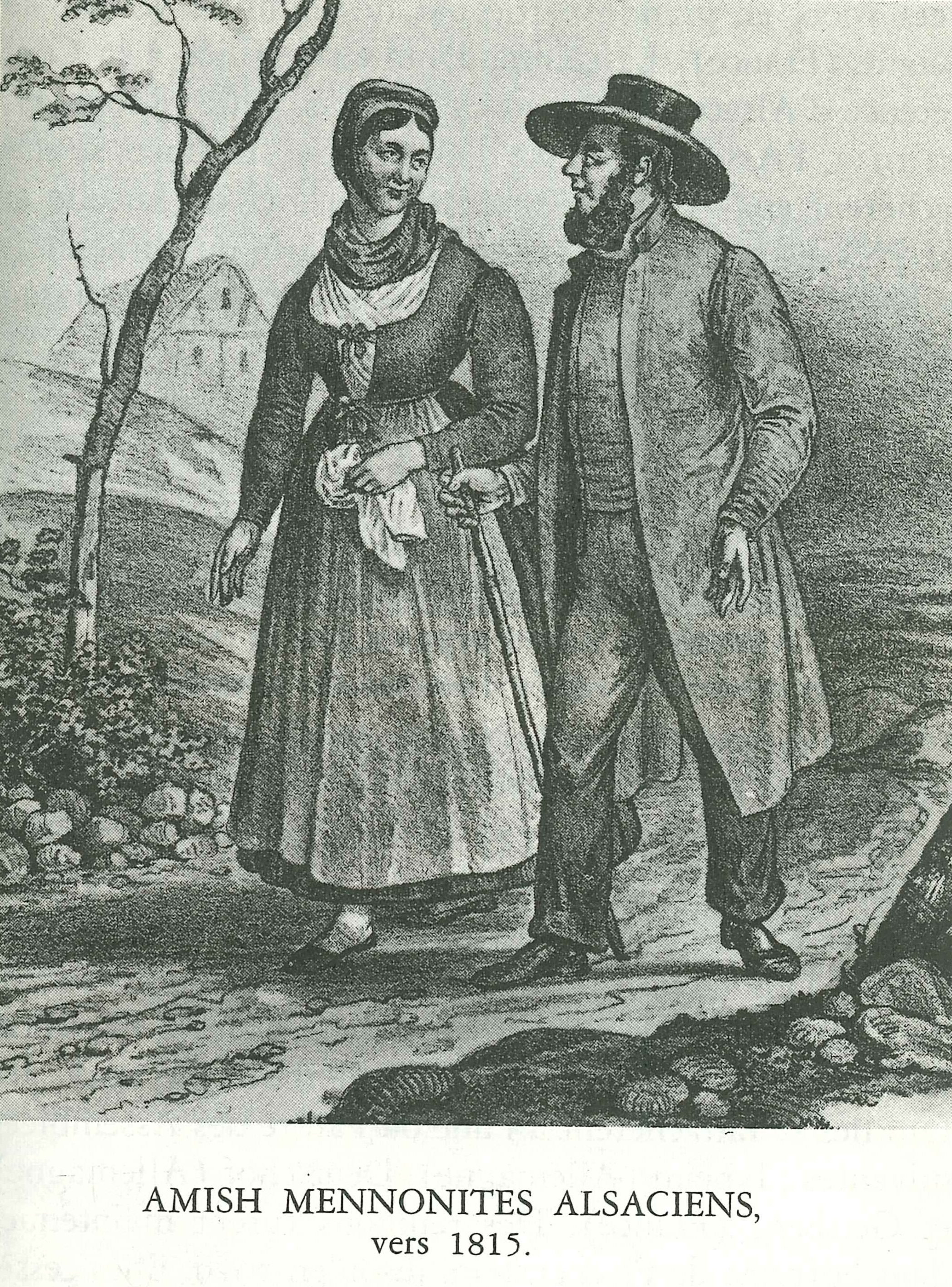
Des mennonites amish en 1815.

L’histoire des anabaptistes dans le pays de Montbéliard est distincte de celle des anabaptistes d’Alsace. Elle ne commence qu’au début du XVIIIe siècle à partir de groupes chassés d’Alsace par Louis XIV et s’inscrit dès lors dans l’histoire de la principauté, intégrée définitivement à la France à partir de 1793. La Franche-Comté doit à ces agriculteurs avisés le développement de la race bovine montbéliarde.

## Installation des premiers mennonites à Montbéliard

### Les exils successifs des anabaptistes de Suisse alémanique
Les anabaptistes pourchassés dans leurs régions d’origine en Suisse centrale au XVIe siècle et à nouveau au XVIIe siècle cherchent naturellement asile le long de la principale voie de communication qui traverse leur région, la vallée du Rhin, des endroits où leur religion sera tolérée, soit vers l’amont (le premier refuge anabaptiste sera la Moravie) soit vers l’aval où ils aboutissent en Alsace, dans le Palatinat, et aux Pays-Bas où ils sont accueillis par les mennonites néerlandais qui sympathisent avec leurs coreligionnaires suisses.
Certains s’installent en Alsace, surtout à Strasbourg et dans les régions protestantes. À Sainte-Marie-aux-Mines en particulier sous le régime particulièrement libéral des seigneurs de Ribeaupierre, la communauté anabaptiste est vite florissante. Toutefois, à peine réinstallés, les anabaptistes s’inquiètent bientôt des initiatives religieuses de Louis XIV, maître de l’Alsace depuis 1648, qui s’est distingué dans le domaine de la persécution des protestants en France et dans son souci de favoriser au maximum le catholicisme en terre d’Empire, notamment en obligeant les protestants à partager leurs églises avec les catholiques dès l’installation de la première famille catholique dans leur village. 
Ce n’est donc guère une surprise lorsque, poussé par le clergé catholique qui n’apprécie guère les anabaptistes notamment au motif qu’ils sont réfractaires à la dîme, Louis XIV promulgue en 1712 un décret d'expulsion des anabaptistes d’Alsace, cela malgré les avis contraires de la part des administrateurs de certains domaines.

### La situation particulière de Montbéliard
Dans le même temps, le duc Léopold-Eberhard de Wurtemberg, prince scandaleux et controversé qui régnait sur la principauté de Montbéliard au début du XVIIIe siècle, avait un problème financier personnel… Père d’une vingtaine de bâtards dont il doit assumer l’éducation et la dotation, il multiplie les rachats voire les confiscations de terres dans la principauté afin de générer les revenus nécessaires. Afin de rentabiliser ses fermes au maximum, le duc, qui était conscient des qualités des agriculteurs anabaptistes de Sainte-Marie-aux-Mines, décide d’en faire venir à Montbéliard. Il rencontre probablement une délégation anabaptiste en 1708, et fait venir de premiers fermiers anabaptistes en 1709. 
La première implantation a lieu dans des fermes de Clémont (Montécheroux) et Liebvillers et concerne 9 familles. Les anabaptistes deviennent toutefois immédiatement l’objet d’un conflit qui oppose le duc de Wurtemberg et des propriétaires qui s’estiment lésés. Ceux-ci obtiennent qu’une enquête soit ouverte et, moins de 2 ans plus tard, les anabaptistes sont expulsés ; la moitié d’entre eux est relogée à Montbéliard par Léopold-Eberhardt.
Dès la parution de l’ordonnance de Louis XIV de 1712, le duc et prince de Montbéliard voit arriver de nombreux autres anabaptistes sans qu’il ait besoin d’aller les chercher au loin. Il les installe dans ses diverses propriétés, de belles fermes qui ceinturent la ville de Montbéliard (par exemple la ferme du Pied des Gouttes, à cheval sur Montbéliard et Exincourt, la ferme du Mont-Chevis, proche du quartier actuel de la citadelle à Montbéliard), la ferme du Prince à Sainte-Suzanne (dont le bâtiment principal sera transformé ultérieurement en manufacture de boîtes à musiques L'Épée) ou un peu plus loin dans d’autres communes de la  principauté  (Dung, Grand-Charmont, Couthenans, Étobon, Frédéric-Fontaine, …). Dans l’ancienne seigneurie de Blamont, les domaines de Montaillevey et Champvallon sur la commune de Glay, le Gratteris à Ecurcey, le Rombois à Meslières ou Montclergé à Autechaux-Roide, étaient loués à des anabaptistes.
Les fermiers anabaptistes sont dotés d’entrée par le duc de bâtiments, terres et bétail, en échange d’un loyer et d’un engagement à cultiver les terres, à entretenir les bâtiments et les bêtes, en réservant le fourrage à la nourriture des animaux (il leur est donc défendu de le vendre).

## Pérennité de l’implantation montbéliardaise

### Sous le régime wurtembergeois
Reconnus pour la qualité et le sérieux de leur travail, et, contrairement à de nombreux autres lieux de refuges, définitivement réservés des persécutions, les anabaptistes vont faire souche à Montbéliard.

L’arrivée de ces nouveaux fermiers suscite pourtant initialement l’opposition des populations :
- ils remplacent d’autres exploitants, parfois des propriétaires cavalièrement expropriés par Léopold-Eberhard de Wurtemberg ;
- ils réussissent mieux que les agriculteurs locaux, s’attirant ainsi la jalousie ;
- ils cumulent agriculture et artisanat (ils sont aussi tisserands, cordonniers ou vétérinaires) en contradiction avec les règles des chonffes, ou corporations, qui interdisaient précisément ces exercice de multiples professions ;
- ils vivent en communauté fermée ; leur langue, germanique, leur religion et leurs coutumes, spécifiques et très strictes (les anabaptistes alsaciens sont amish), les singularisaient et les isolent.

De nombreuses plaintes seront déposées auprès du duc mais elles n’auront pour effet que de faire payer un peu plus d’impôts aux anabaptistes, et non de les chasser comme escompté par certains. 
De même après le décès de leur protecteur Léopold-Eberhard en 1723, le nouveau seigneur de Montbéliard, Eberhard-Louis de Wurtemberg, confirme une politique de protection des anabaptistes : alors que le Conseil de la principauté s’interroge dès son entrée en fonction pour savoir "s’il est à propos de tolérer les anabaptistes", il fait répondre que "loin d’expulser les anabaptistes, soit par voie directe, soit par moyen indirect, il convient de les tolérer, d’une part en raison de leur conduite sans reproche, et d’autre part parce qu’ils améliorent ses domaines" et "qu’il faut accorder aux anabaptistes et leur donner à ferme de préférence les domaines de la seigneurie", ajout qui trahit son intérêt personnel dans la question.
Comme en Alsace, dont ils viennent tout droit, les anabaptistes montbéliardais commencent par s’organiser autour des grandes fermes, les censes, qui leur sont confiées, et ne se mélangent pas à la population de la région. Un tel « développement séparé » provient du souhait des Amish de constituer une contre-société entièrement séparée, un « peuple-église » et il est rendu possible par la décision du prince de les placer dans ses fermes par définition isolées au milieu de vastes domaines. La population anabaptiste est fortement endogame.
Le savoir-faire agricole des anabaptistes fait néanmoins tache d’huile. Dès leur arrivée au pays de Montbéliard, les fermiers anabaptistes introduisent des vaches et des taureaux des montagnes du canton de Berne (notamment du Simmental) pour leurs élevages. Leurs voisins, observant les améliorations génétiques ainsi apportés au cheptel, feront saillir leurs vaches par des taureaux Simmenthal, et, très rapidement, observent un accroissement de la taille et du poids des bêtes d’un quart à un tiers.

En 1725, les anabaptistes du Pays de Montbéliard obtiennent du prince l’autorisation d’ouvrir leur propre école, à la Petite Hollande.
En 1751, un premier lieu de culte est attesté, et la communauté possède son propre cimetière (toujours visitable au Mont-Chevis).

En 1775, la ferme du Pied des Gouttes est aménagée à son tour en lieu de culte, puis c’est le tour de la maison du canal, à Audincourt, en 1832.

## AuXIXesiècle, une intégration en douceur dans la République

### La fin de l’exception culturelle
La Révolution française va mettre fin aux particularismes et aux possibilités pour les anabaptistes de continuer à vivre à l’écart de la société. Elle donne d’abord accès à l’état-civil à tous. Les enfants sont donc légitimes et la possibilité d’hériter un bien est donnée aux anabaptistes. Les familles des gros fermiers deviennent assez rapidement propriétaires et leurs enfants se trouveront par la suite admis dans les collèges électoraux censitaires, malgré leur attachement de principe au retrait des charges publiques et à la non-mondanité. Ils participent aussi aux institutions agricoles, sociétés agricoles, concours, etc. Le petit peuple anabaptiste, composé jusque-là de domestiques, garçons et filles de ferme, est amené à quitter la ferme pour commencer une ascension sociale qui passe par une intégration et par une acculturation partielle. C’en est fait  du refus de porter les armes, du refus du serment, des vêtements fermés par des crochets (à la place des boutons) et de toutes les traditions maintenues jusque-là par les communautés anabaptistes.
À Montbéliard, après la guerre de 1870-1871 et l’afflux de réfugiés venus d’Alsace, la communauté s’agrandit et forme le projet d’une chapelle, afin d’accueillir une communauté plus nombreuse. Mais c’est aussi un signe d’intégration. Jusque-là, comme les Amish actuels d’Amérique du Nord, les anabaptistes montbéliardais se contentaient de se réunir dans des corps de fermes ou dans des granges.

### L’invention de la vache montbéliarde

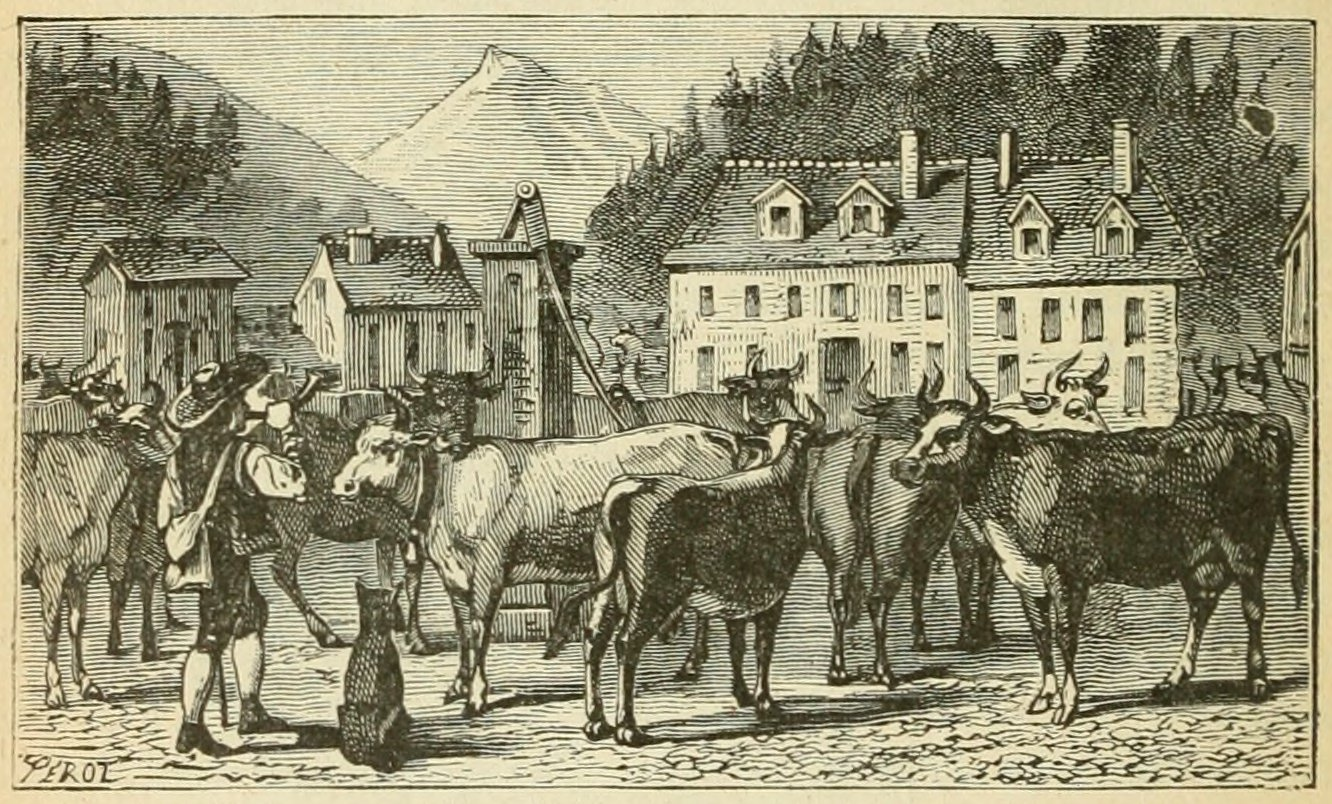
Bétail blanc et rouge sombre en 1877.

Les fermiers anabaptistes avaient depuis longtemps introduit des bêtes de la race suisse Simmental, typique de Berne qui était la terre d'origine de nombreuses familles anabaptistes afin de les croiser avec les races bovines comtoises traditionnelles Fémeline et Taurache (la délimitation entre Fémeline et Taurache (alors appelée Comtoise) était assez incertaine, les deux races n'étant pas très homogènes et les métis nombreux.) et obtenu de superbes animaux lorsque les circonstances provoquèrent la création officielle d’une race dite « Montbéliarde ». 

Dans la première moitié du XIXe siècle, malgré les différences observables, le cheptel bovin issu du croisement Simmental-Comtoise continua à être considéré comme comtois. Dans les concours du comice de Montbéliard, tous les bovins, provenant de fermes anabaptistes ou non, étaient classés sous la même rubrique de  bétail comtois. Mais, au milieu du XIXe siècle, un fermier anabaptiste de Couthenans, Joseph Graber, décide de se différencier en appelant ses vaches « race alsacienne » ; un autre mennonite, Lugbull, utilisait quant à lui le terme « race franco-suisse ». Après la perte de l’Alsace aux mains des Allemands en 1871, un changement de nom était devenu indispensable. C’est en souvenir de l’accueil de ses ancêtres par le prince de Montbéliard que Joseph Graber donna, en lors d’un concours agricole à Langres en 1872, le nom de « montbéliarde » (ou race de Montbéliard) à ses vaches. 

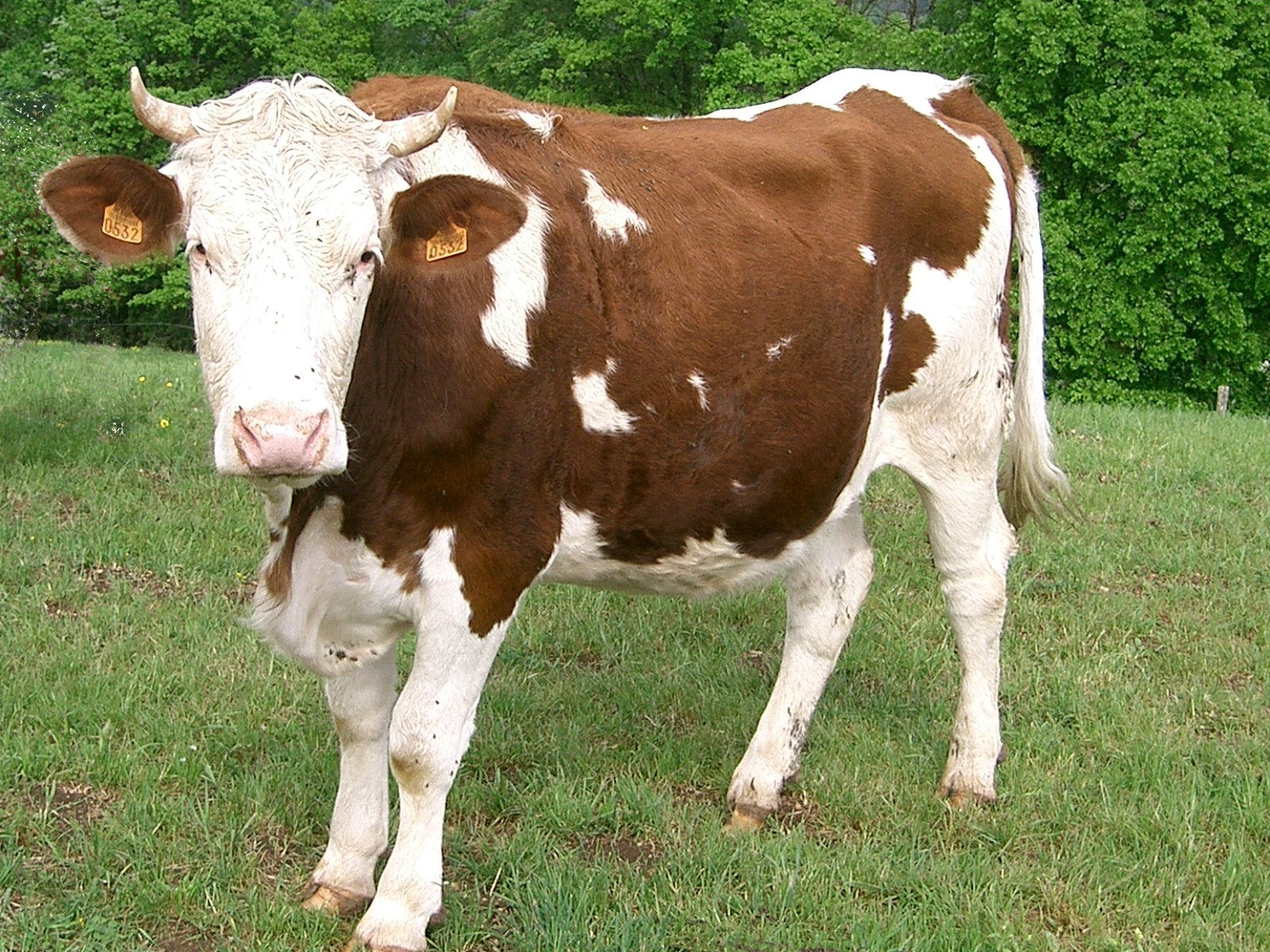
Montbéliarde au pâturage.

La reconnaissance de cette race sera officielle le  12 décembre 1889 avec son Herd-Book, grâce à l'action conjuguée des éleveurs et des notables de la région de Montbéliard, et après avoir été présentée à l’Exposition Universelle de Paris en mai-octobre de la même année. Cette reconnaissance fut le résultat de la mobilisation de plusieurs personnalités dont le vétérinaire Jules Boulland, le président du comice agricole de Montbéliard Gustave Cuvier, l’inspecteur général de l’Agriculture Léon Vassilière et du député de Montbéliard et ministre de l'Agriculture en 1889 Jules Viette, originaire de Blamont. Joseph Graber fut décoré de la légion d'honneur le 31 juillet 1899 pour ses services dans l'élevage.

Pierre Lugbull (1848-1937), apparenté au précédent, gagne le Grand-Prix d’élevage avec une vache de race montbéliarde à l’Exposition Universelle de Paris en 1900.

La race Montbéliarde constitue aujourd’hui la quasi-totalité de la population bovine de Franche-Comté à qui elle fournit le lait pour les fromages AOC de la région (comté, vacherin Mont d'Or, mamirolle, ...). Son poids dans l'économie franc-comtoise est donc considérable.

## LeXXesiècleet la période actuelle

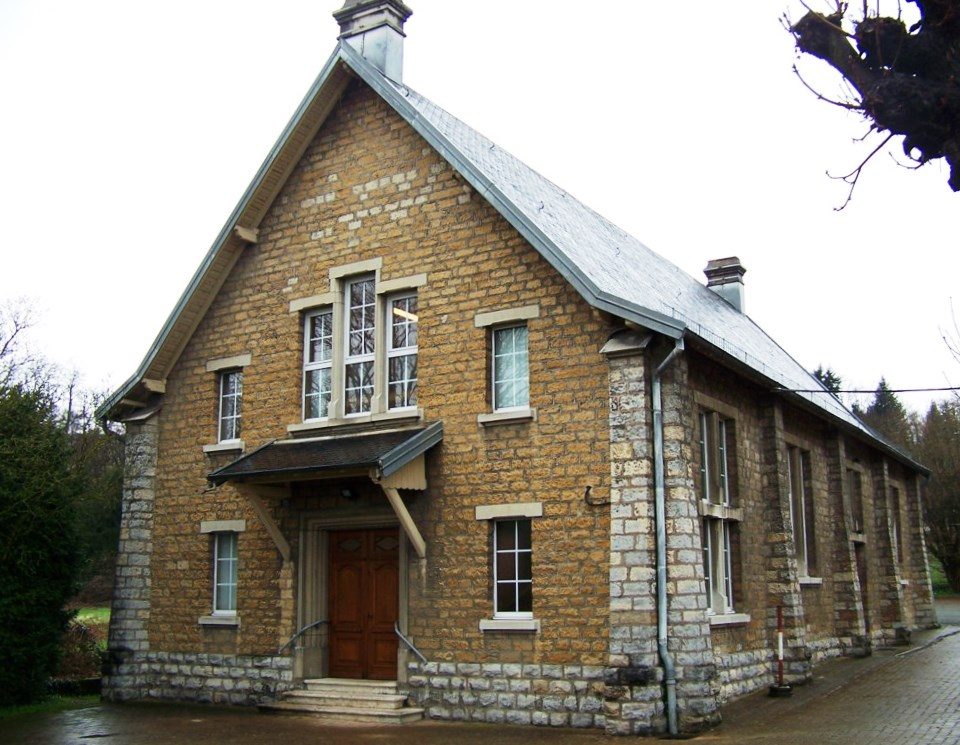
Eglise paroissiale mennonite inaugurée le 18 mai 1930.

En 1927, les anabaptistes montbéliardais acquièrent auprès du baron Dumas de Chabeau-Latour la ferme de la Prairie et le terrain attenant. Une chapelle, dite chapelle de la Prairie, y est construite en 1930, entièrement financée par la communauté. Une collecte de fonds en vue de son agrandissement est en cours en 2017.
Outre la communauté mennonite montbéliardaise qui s’inscrit dans le courant protestant évangélique, les anabaptistes ont laissé une trace dans l’histoire des familles. Les noms de familles d’origine mennonite, relativement peu nombreux et facilement repérables malgré les variantes orthographiques parfois pittoresques introduites par les employés d’état-civil, restent visibles dans les villes et villages de l’ancien pays de Montbéliard, par exemple les Joder (ou Yoder), Graber, Widmer, Klopfenstein, Kauffmann, Kraibuhl (ou Kreyenbuhl), Lugbill (ou Lügbüll),. Tous les noms d'origine suisse alémanique aujourd'hui présents à Montbéliard ne sont toutefois pas anabaptistes, étant donné l'immigration importante qui a eu lieu directement à partir de Suisse alémanique dans les années qui ont suivi la fin de la Guerre de Trente Ans (1648).